# Брестская фабрика сувениров
Брестская фабрика сувениров — предприятие легкой промышленности в городе Брест (Беларусь), известное производством сувенирной продукции и игрушек, в том числе матрёшек, шкатулок, ёлочных украшений и изделий декоративно-прикладного искусства. Основана в 1964 году на базе Брестской фабрики детских игрушек имени Октябрьской Революции. Один из ключевых производителей сувениров и игрушек в БССР и позже Беларуси.

## История

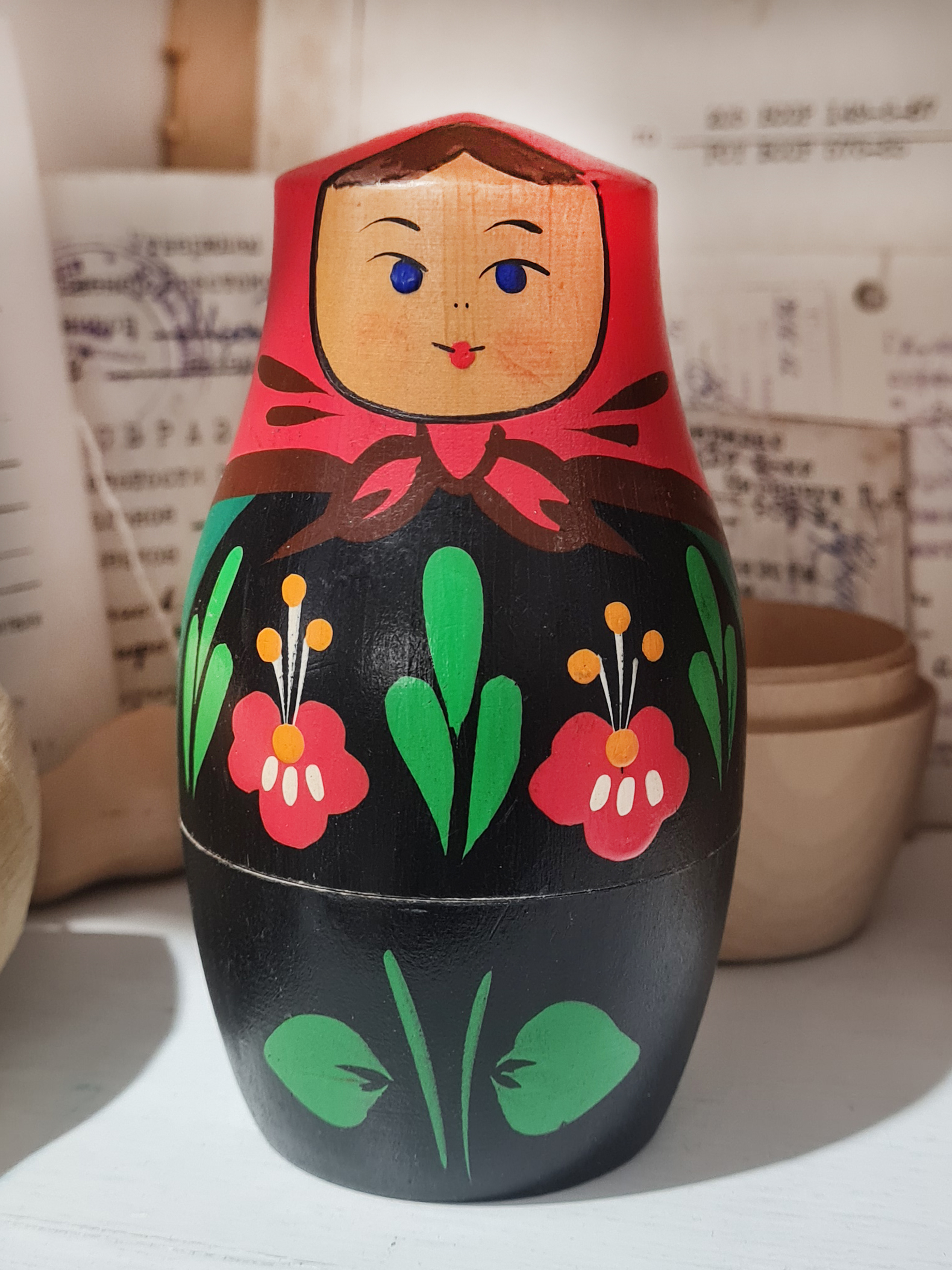
Матрешка, Брестская фабрика сувениров, 60-ые
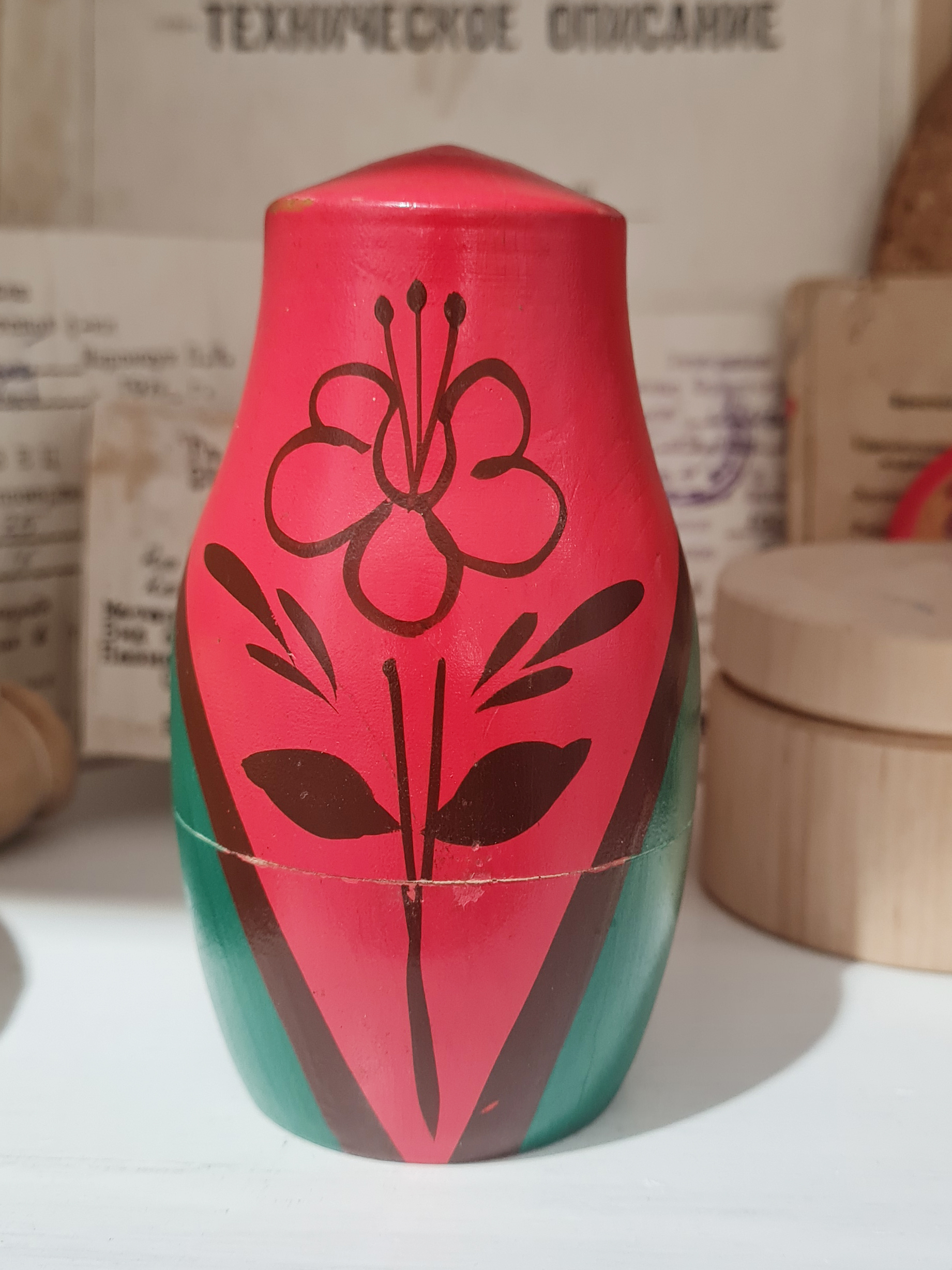
Матрешка вид сзади, Брестская фабрика сувениров, 60-ые.jpg
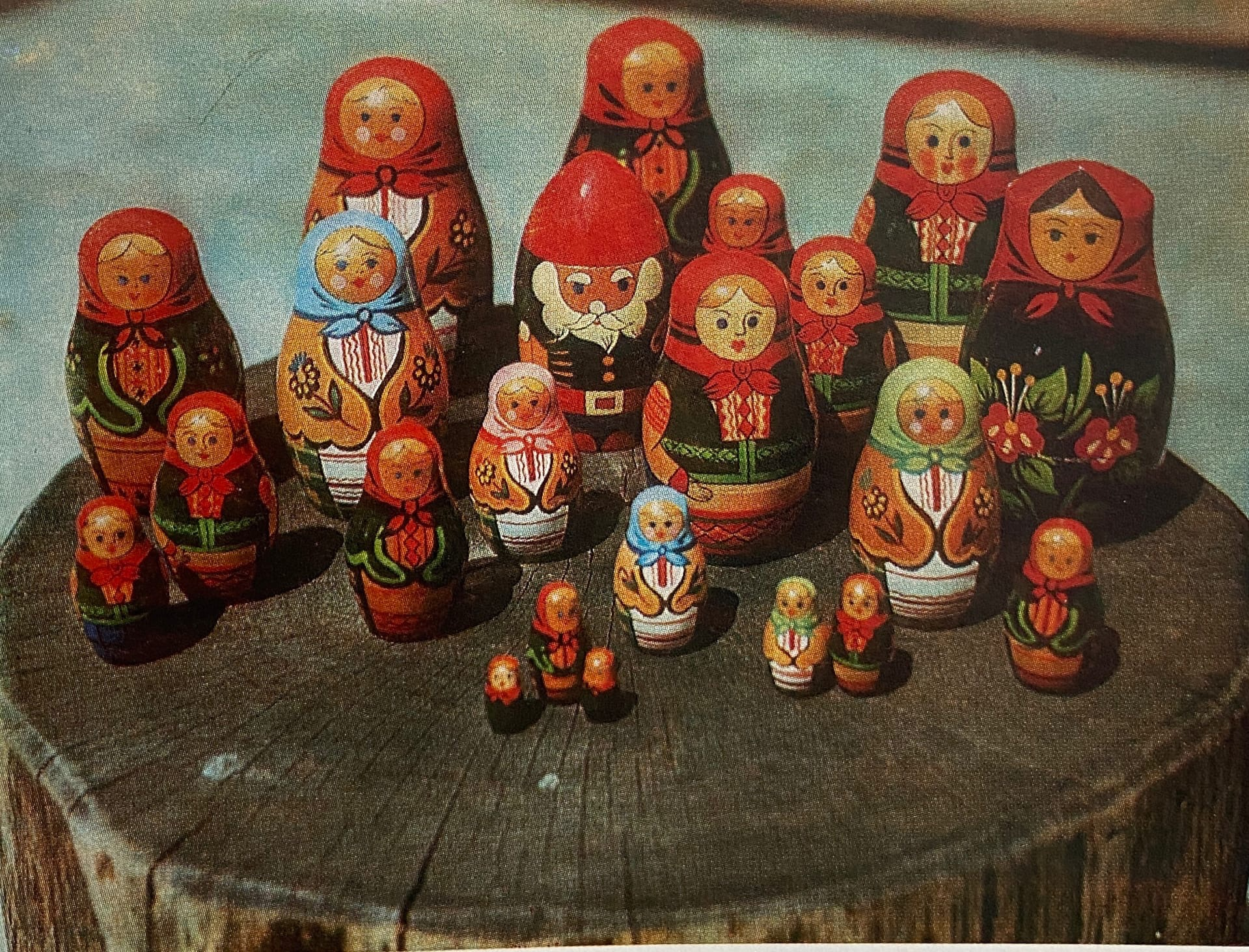
Матрешки Брестской фабрики сувениров
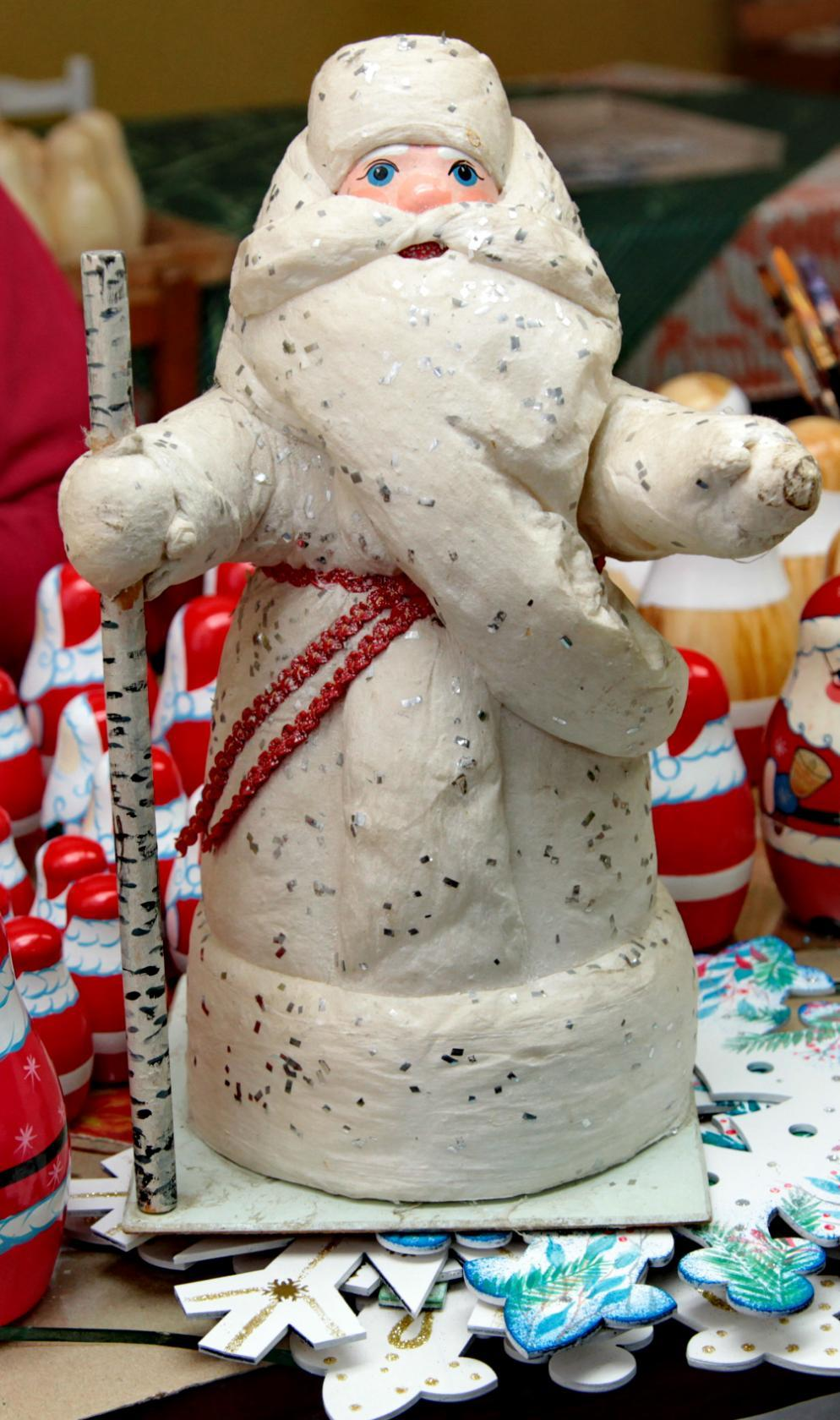
Дед мороз из ваты, Брестская фабрика сувениров

После войны при лесопилке в Бресте была открыта артель по производству мебели «Стахановец». На производстве имелось 2 токарных станка, на которых делали мебельную фурнитуру. 1953 год считался годом освоения выпуска деревянных игрушек. С приходом в артель специалиста-токаря высшего разряда Гражданкина Н.И. председателем артели Партоном Е.И. было предложено использовать отходы пиломатериала для производства несложных деревянных изделий. Токарем Гражданкиным Н.И. совместно с супругой Гражданкиной К.И. была представлена первая игрушка - трехместная матрешка, расписанная гуашью. В этом же году артелью было закуплено 6 старых токарных станков и взяты на обучение 12 учеников. В 1956 году артель «Стахановец» переименована в Брестскую мебельную фабрику. Гражданкин Н.И. стал мастером производства, а Бойко Н.И. - бригадиром. Параллельно на фабрике индпошива одежды и обуви «Октябрьская революция» открылся цех детской игрушки, где производились изделия из крашенной ваты и бумаги. В 1960 году эти два производства объединили в Брестскую фабрику детской игрушки имени Октябрьской революции. Первоначально предприятие располагалось в старом здании фабрики индпошива одежды и обуви, а в 1964 году производство перевели в реконструированное здание бывшей следственной тюрьмы по ул. Карла Маркса.
К середине 1960-х фабрика насчитывала около 80 сотрудников, к 1968 году численность достигла 460 человек, а производственные площади — 2687 м². В мае 1969 фабрика была переведена здание нового кирпичного завода по адресу Янки Купалы 5, известное в Бресте как «Сувенирка». Поскольку здание не соответствовало профилю предприятия коллективу приходилось модернизировать цеха, разбирать стены, печи, устанавливать оборудование, были организованы 3 новых цеха: ткацкий, вязания шапочек, сумок и салфеток из соломы. На фабрике имелась библиотека, здравпункт, столовая на 60 мест.

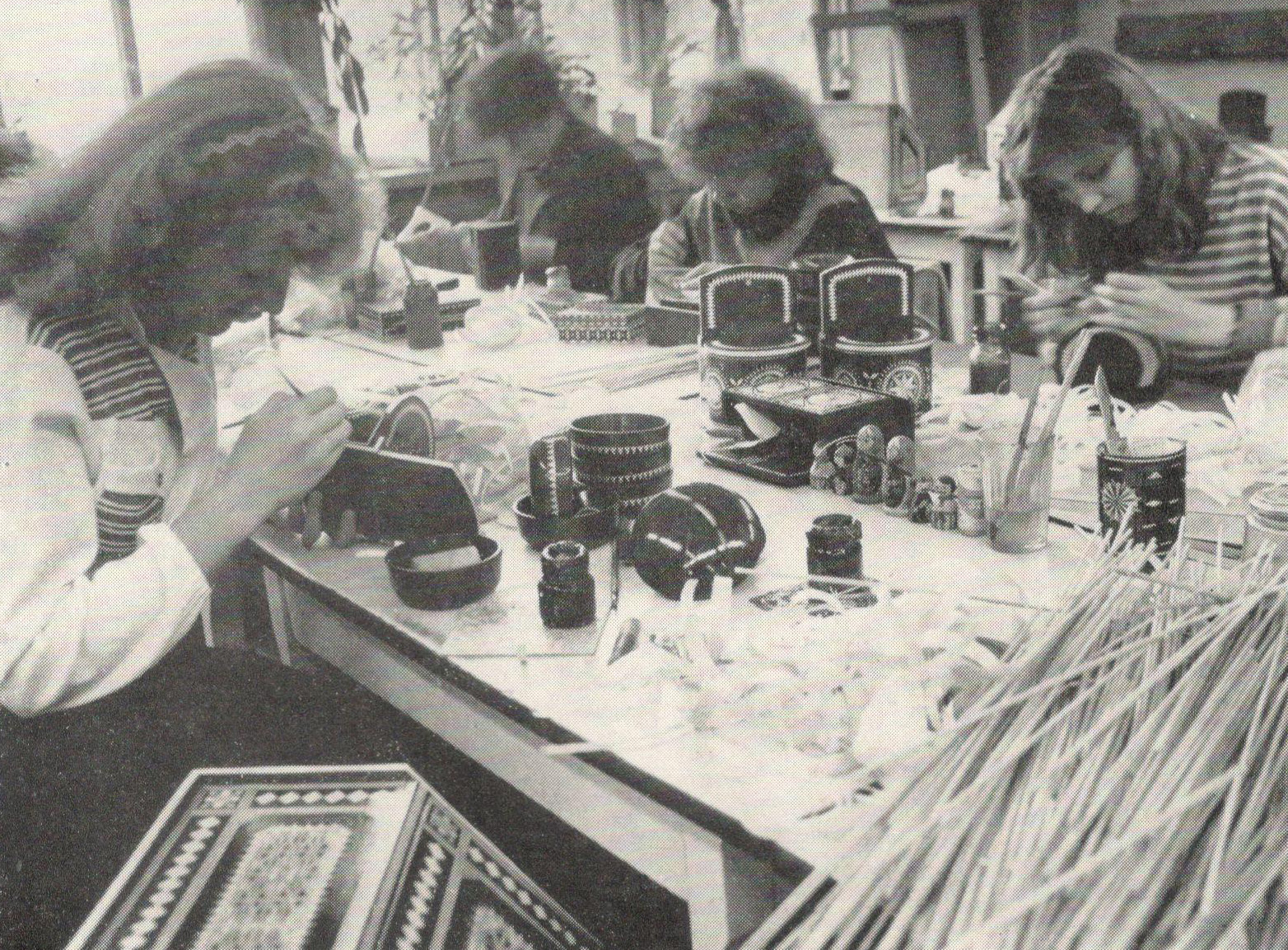
Инкрустация соломкой на Брестской фабрике сувениров
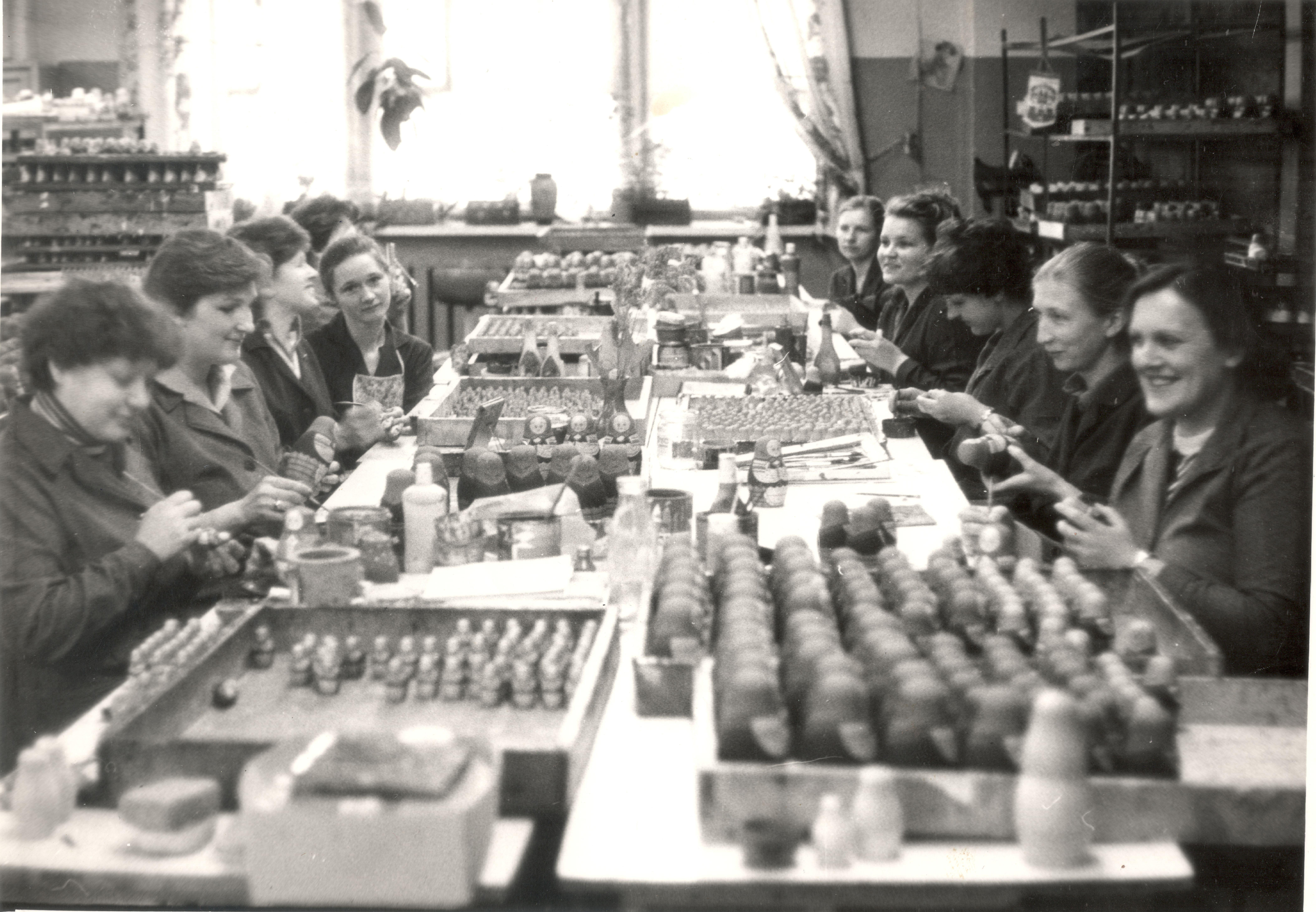
Роспись матрешек на Брестской фабрике сувениров
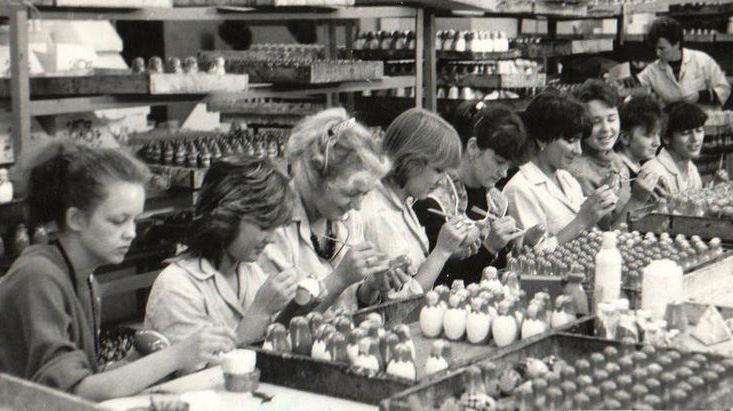
Роспись матрешек на фабрике

Для производства использовалась древесина липы, берёзы, осины и ольхи, поставляемая из леспромхозов региона. На токарном участке применялись полуавтоматические станки производства ГДР и Чехословакии.
В 1970—1980-х фабрика экспортировала продукцию в более чем 20 стран, включая Великобританию, Францию, Канаду, США, Японию и страны Восточной Европы.
В 1984 году ассортимент экспортной продукции достиг 86 наименований, а объём экспорта — 357,9 тыс. рублей в год. Фабрика получила Почётную грамоту Верховного Совета БССР (1978), переходящее Красное Знамя (1979) и диплом «Европейская арка» (1979—1980). В 1982 году работы отмечены знаком «Бриллиантовая звезда качества» на международной выставке.
После распада СССР фабрика столкнулась с экономическими трудностями, потерей рынков и снижением производства. В 1990-х предприятие перешло к мелкосерийному выпуску, а также производству мебели и погонажа.
Численность работников снизилась с примерно 2000 человек в советские годы до около 140 к началу 2000-х. В 1994 году фабрика вошла в концерн народных промыслов Беларуси, в 2001 стала унитарным предприятием «Славянка» в составе концерна «Белхудожпромыслы».

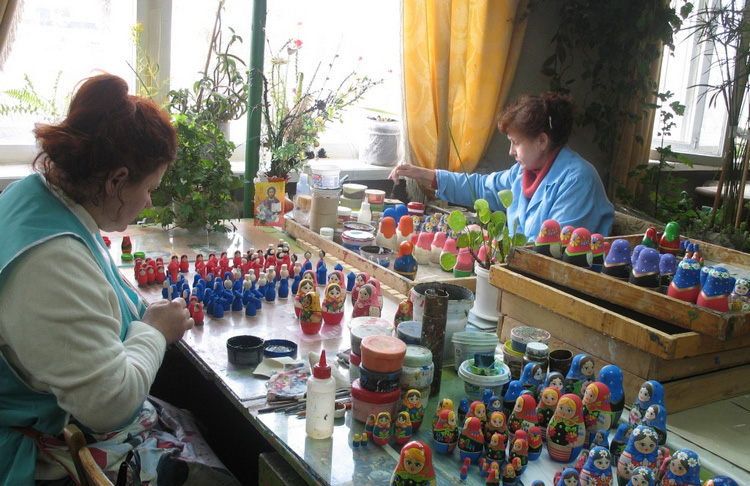
Роспись на фабрике Славянка
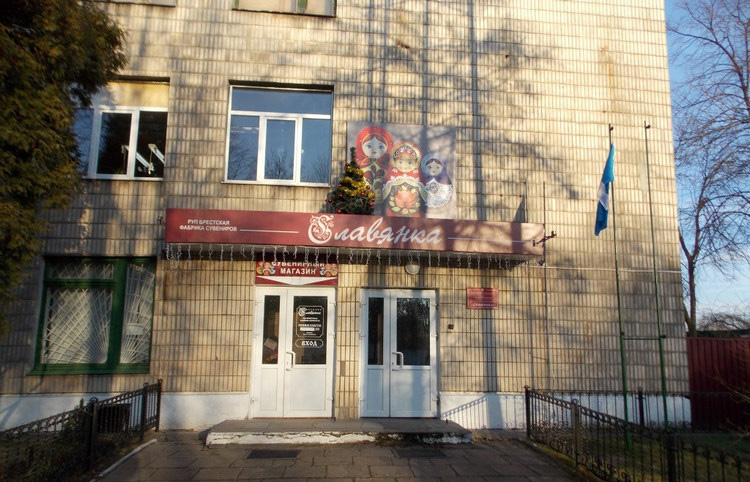
Фабрика Славянка

В 2010 году были вложены инвестиции на модернизацию оборудования — установлены лазерный гравировальный комплекс и новое токарное оборудование. Фабрика выпускала сувениры для крупных предприятий региона и входила в Государственный подарочный фонд РБ.
В 2020 году фабрика была присоединена к Слонимской фабрике художественных изделий. В 2021 производство в Бресте остановлено, оборудование распродано, здания сданы в аренду.
В 2021 году Брестская фабрика сувениров прекратила существование в рамках государственной структуры. В том же году юридическим лицом ООО ВиВиТрек был зарегистрирован бренд «Брестская фабрика сувениров». В рамках новой компании продолжилось производство на части оборудования и прежним коллективом. В декабре 2021 года в здании Брестской фабрики сувениров по ул. Янки Купалы 5 открылся музей-магазин, представляющий историю фабрики и традиции декоративно-прикладного искусства региона. В 2025 магазин переехал на ул.Зубачева 25/1 в связи с продажей зданий и территории фабрики.

## Продукция

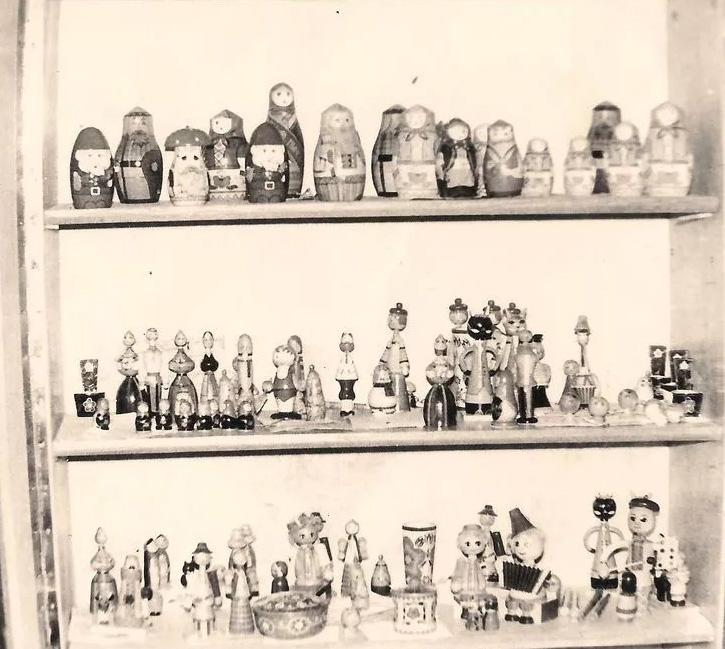
Ассортимент Брестской фабрики сувениров
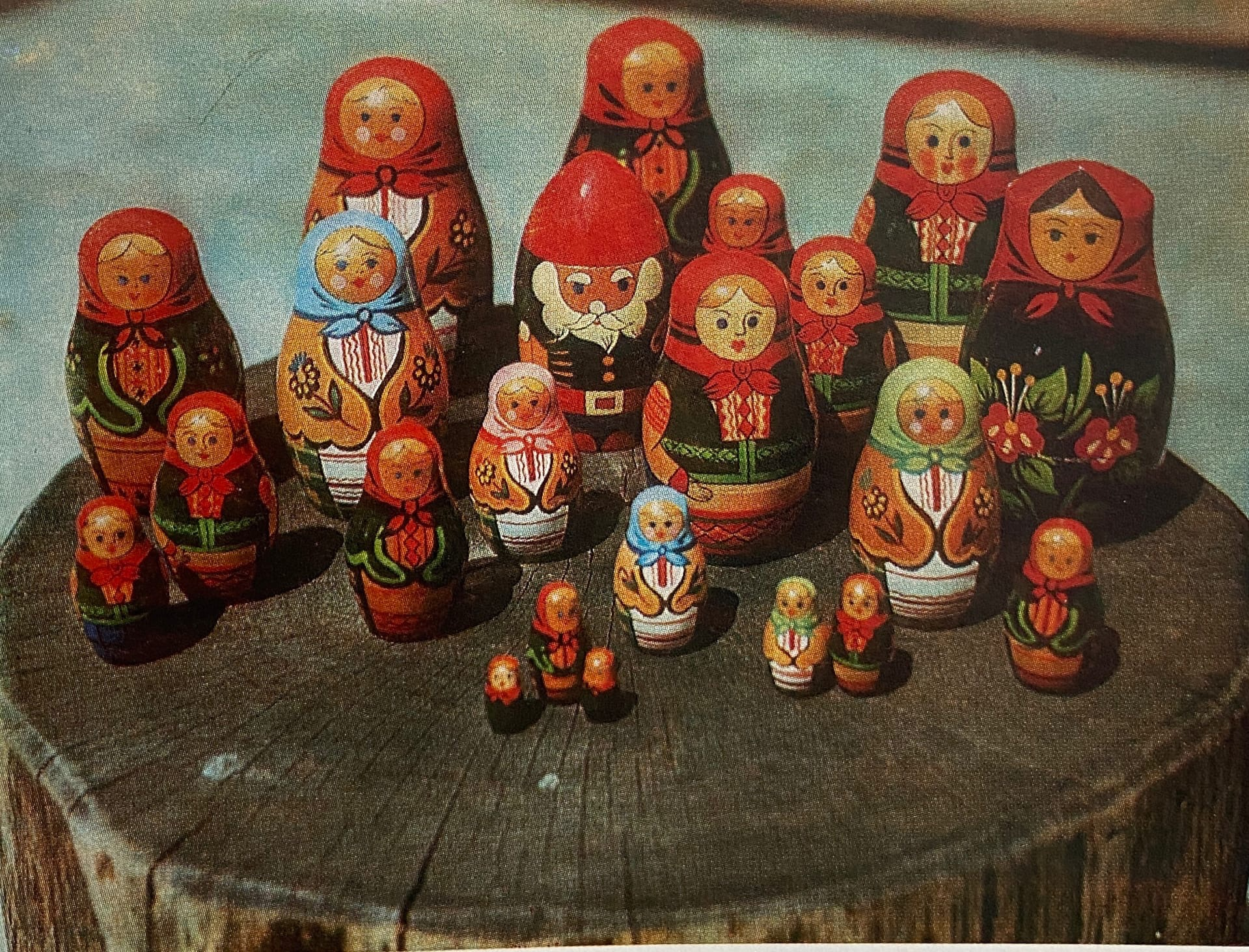
Матрешки Брестской фабрики сувениров
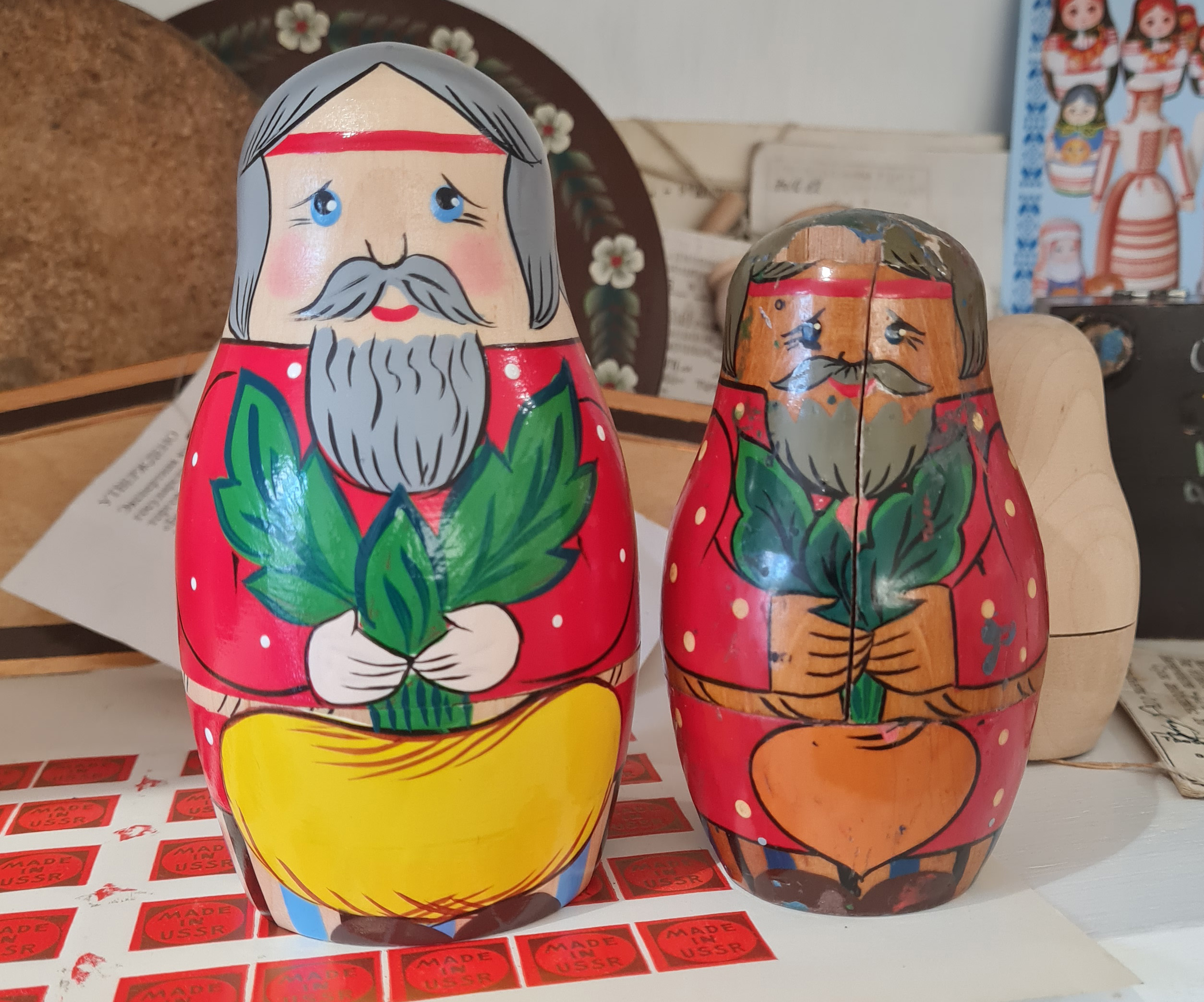
Преемственность моделей

- Деревянные точёные сувениры: матрёшки, шкатулки, солонки, шахматы и шашки с ручной росписью, изготавливаемые из местной древесины и покрываемые лаком. Брестские матрёшки базировались на сергиево-посадской традиции, со временем обогатившись национальным белорусским колоритом и мотивами Полесья.
- Ёлочные украшения и маски: фигурки Деда Мороза и Снегурочки из ватных и папье-маше, карнавальные маски, выпускавшиеся с 1960-х годов.
- Художественная резьба по дереву: резные панно, подсвечники, фигурки животных, включая зубра — символ Беларуси. Филиал фабрики в Каменце специализировался на резьбе и орнаментальной работе.[7]
- Изделия из соломки: традиционное соломоплетение — куклы-обереги, салфетки, панно с инкрустацией, изготавливаемые надомным способом.
- Роспись по дереву: один из основных художественных стилей — Оговская роспись — цветочный орнамент с символическим значением, применявшийся на традиционных деревянных сундуках. В 1978 году на фабрике открыт участок в деревне Огово, где традиционная роспись стала основой для сувениров.

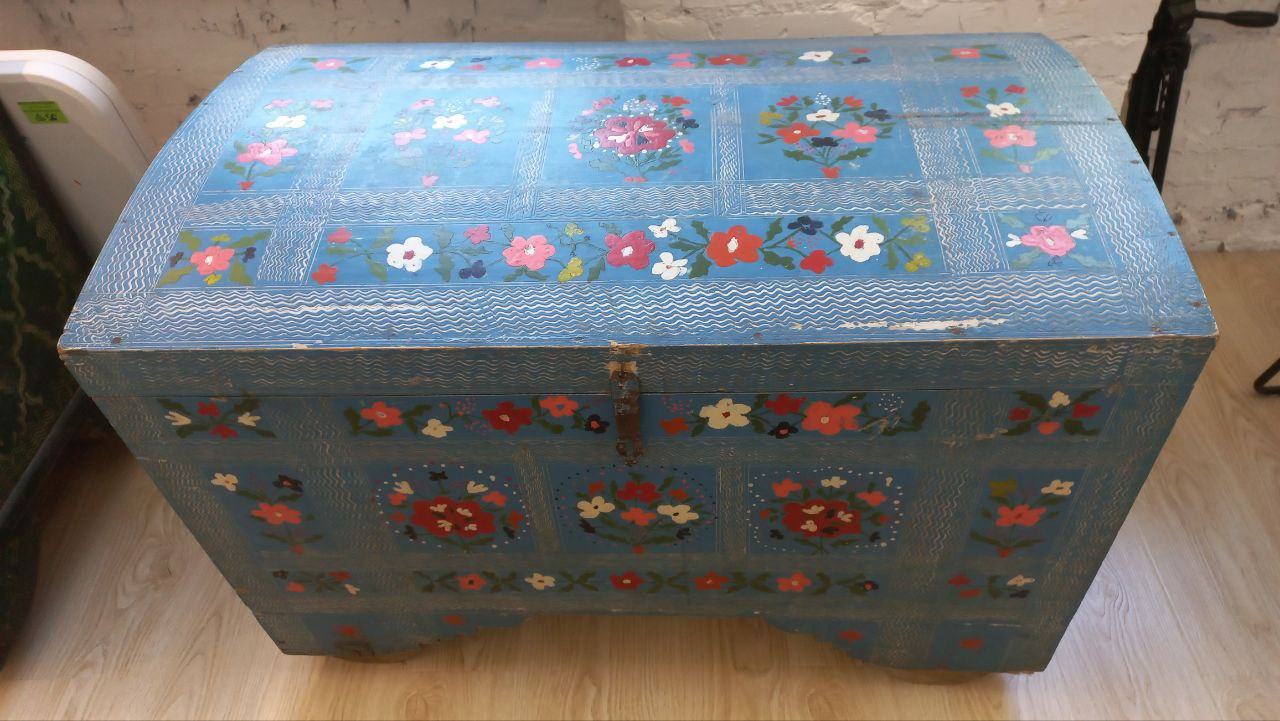
Оговский сундук, магазин-музей Брестская Фабрика Сувениров
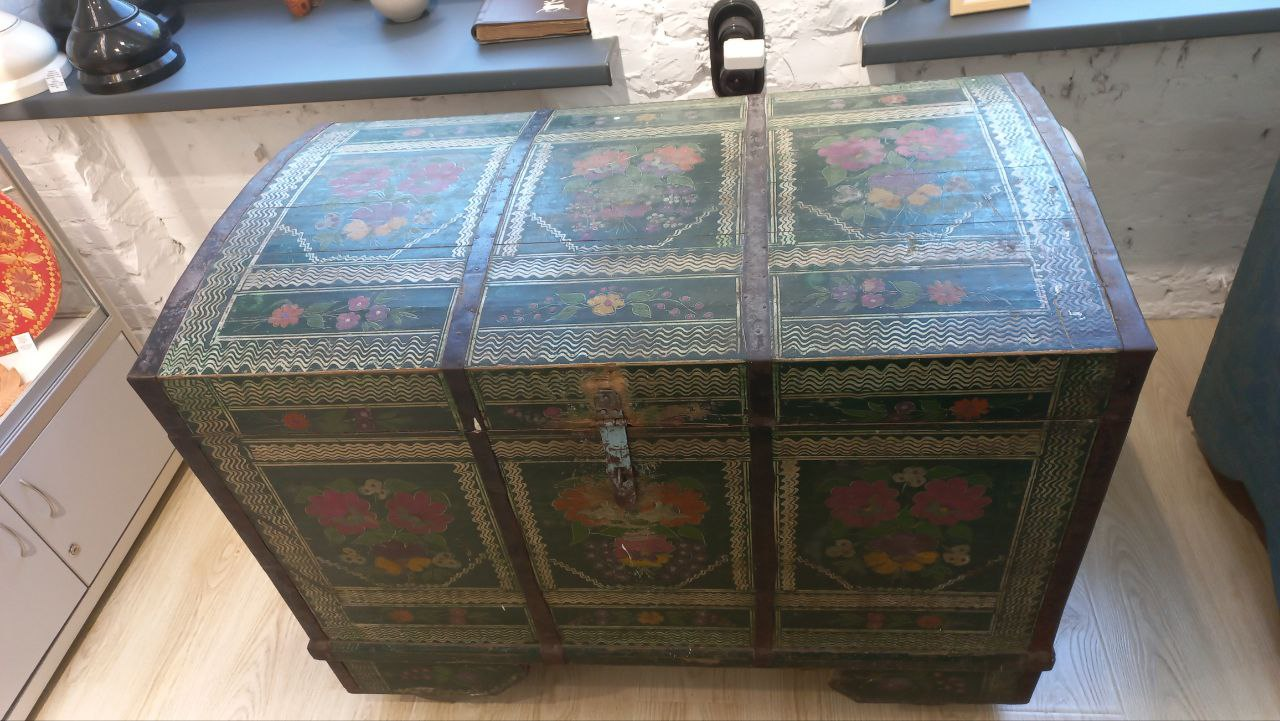
Сундук с оговской росписью, магазин-музей Брестская Фабрика Сувениров